# Scott Keltie Island
Scott Keltie Island är en ö i Kanada.   Den ligger i territoriet Nunavut, i den nordöstra delen av landet, 3 000 km nordväst om huvudstaden Ottawa. Arean är 3,9 kvadratkilometer.
Terrängen på Scott Keltie Island är mycket platt. Öns högsta punkt är 15 meter över havet. Den sträcker sig 3,1 kilometer i nord-sydlig riktning, och 2,3 kilometer i öst-västlig riktning.
Trakten runt Scott Keltie Island består i huvudsak av gräsmarker. Trakten runt Scott Keltie Island är nära nog obefolkad, med mindre än två invånare per kvadratkilometer.